# Juan José Gerardi Conedera

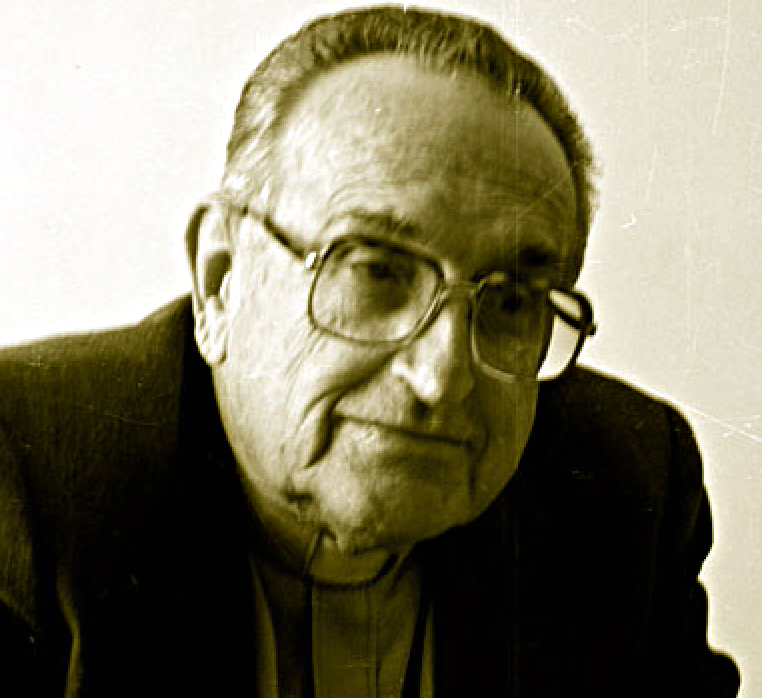
Gerardi Conedera

Juan José Gerardi Conedera (Guatemala-Stad, 27 december 1922 - aldaar, 26 april 1998) was een Guatemalteeks bisschop en mensenrechtenactivist.
Gerardi kwam uit een familie van Italiaanse afkomst, en kon dankzij een beurs in New Orleans theologie studeren. In 1946 werd hij priester gewijd. Hij diende aanvankelijk in plattelandsgemeenten en later in de hoofdstad.
In 1967 werd hij benoemd tot bisschop van Verapaz en in 1974 tot bisschop van Quiché. Gerardi toonde zich een beschermer van de Guatemalteekse Maya's. Hij ijverde voor het behoud van de Mayatalen en bekritiseerde regelmatig de Guatemalteekse autoriteiten wegens grove mensenrechtenschendingen. Na een reis naar Vaticaanstad in 1980 werd hem de toegang tot Guatemala ontzegd. Hij poogde asiel aan te vragen in El Salvador, wat hem werd geweigerd, en ging daarom in Costa Rica wonen. In 1982 kon hij terugkeren naar Guatemala en werd hij tot hulp-aartsbisschop van Guatemala-Stad benoemd. 
In 1988 werd hij in de Nationale Verzoeningscommissie benoemd, die een einde moest maken aan de Guatemalteekse Burgeroorlog en de verantwoordelijken voor de daarin begane gruweldaden moest opsporen. Later leidde hij de Rooms-katholieke commissie tot 'Herstel van het het Historisch Geheugen' (REMHI), die in 1998 met het overvloedig-gedocumenteerde eindrapport Guatemala: nunca más (Guatemala: nooit meer) naar buiten trad, waarin de regering en het leger als de verantwoordelijken werden aangewezen voor het overgrote deel van de begane oorlogsmisdaden. Twee dagen later, op 26 april 1998, werd de bisschop in de garage van het parochiehuis bij de kerk van San Sebastián, in het centrum van Guatemala-Stad, doodgeslagen. Zijn lichaam was zo zwaar verminkt dat het slechts dankzij de bisschoppelijke ring geïdentificeerd kon worden.
Na een uiterst moeizame en soms surrealistisch aandoende rechtsgang werden ten slotte in 2001 de militairen Byron Disrael Lima Estrada, Byron Lima Oliva en José Obdulio Villanueva tot 30 jaar gevangenisstraf en de priester Mario Orantes tot twintig jaar gevangenisstraf veroordeeld wegens de moord op Gerardi. De straf voor Lima Estrada en Lima Oliva werd later verlaagd tot 20 jaar.